# John Abramovic
John "Brooms" Abramovic mlađi (Etna, Pennsylvania, 9. veljače 1919. – Ormond Beach, Florida, 9. lipnja 2000.) je bio američki košarkaš hrvatskog podrijetla.
Košarku je igrao u koledžu Salem, danas sveučilištu u Salemu, Zapadna Virginia, nakon čega je igrao za tri različite momčadi u NBA, te jednu u NBL-u) sredinom 1940-ih. 
Prvi je postigao preko 2000 koševa u povijest NCAA.
Bio je najboljim strijelcem u sveučilišnoj košarci dvjema uzastopnim sezonama, (1941. – 42. i 1942. – 43.).
Umro je na Floridi u dubokoj starosti od 82 godine.

## Priznanja
- član športske Dvorane slavnih Pennsylvanije[2]
- član športske Dvorane slavnih Zapadne Virginije[2]

## Vanjske poveznice
- Statistika u NBA